# Leliegracht
Le Leliegracht (« Canal du lys » en néerlandais) est un canal secondaire situé dans l'arrondissement Centrum de la ville d'Amsterdam aux Pays-Bas. Situé à l'intérieur de la ceinture de canaux du Grachtengordel, il relie le Prinsengracht au Herengracht. Il fut creusé lorsque le grachtengordel fut prolongé en direction du sud et à partir du Brouwersgracht, en 1612. Au niveau du Prinsengracht, les restes d'une écluse sont toujours visibles. Cette dernière était nécessaire car le Prinsengracht (de même que les autres canaux du Jordaan) était construit au niveau du polder, tandis que le niveau de l'eau sur le Leliegracht, le Keizersgracht et le Herengracht se trouvait plus en hauteur.